# Alì

Localització d'Alì (Sicília)

Alì (sicilià Alì) és un municipi italià, dins de la ciutat metropolitana de Messina. L'any 2007 tenia 859 habitants. Limita amb els municipis d'Alì Terme, Fiumedinisi i Itala.

## Administració
| Període | Identitat     | Partit        |
| ------- | ------------- | ------------- |
| 2008-   | Carmelo Satta | Llista cívica |